# 통일시대민족문화재단
통일시대민족문화재단(統一時代民族文化財團)은 민족문화 창달과 민족사 정립을 위한 각종 연구활동, 역사문화운동 지원을 통한 민족문화의 동질성 회복과 역사정의 실현하기 위하여 2003년 11월 24일 설립된 문화체육관광부 소관의 재단법인이다. 사무실은 서울특별시 동대문구 청량리동 38-29 금은빌딩 303호에 있다.

## 주요 사업
- 민족사, 민족문화 관련 학술연구사업
- 역사문화자료의 발굴수집과 정보사업
- 민족공동체 역사문화네트워크 구축 사업